# 北海道日本ハムファイターズ (ファーム)
北海道日本ハムファイターズ（ほっかいどうにっぽんハムファイターズ、Hokkaido Nippon-Ham Fighters）のファームは、日本のプロ野球球団・北海道日本ハムファイターズの下部組織として設置されているファームチームである。イースタン・リーグの球団のひとつ。
球団のルーツは1948年に創設された日本最初のファームチーム・急映チックフライヤーズ（きゅうえいチックフライヤーズ）である。

## 本拠地
1997年より千葉県鎌ケ谷市にあるファイターズ鎌ケ谷スタジアムを使用している。

### 過去の本拠地
- 1961年 - 1991年：日本ハム球団多摩川グランド[注釈 1]（神奈川県川崎市中原区）
- 1992年 - 1996年：神奈川県立相模原球場[注釈 2]（神奈川県相模原市）

## 歴史・概要
大映の社長だった永田雅一は連盟未加盟の大映球団を国民野球連盟（国民リーグ）の大塚アスレチックスに帯同させて巡業を行っていたが、大映球団をプロ化させるため東急フライヤーズに対して統合を持ちかける。東急はこれに応じ、1948年より「急映フライヤーズ」となるが統合により選手の余剰が生じたために急遽二軍を創設することとなった。この際に旧大塚アスレチックスの名称を一部残して「チック」を付け、「急映チックフライヤーズ」と命名された。なお、急映チックの創設は巨人、阪急、南海よりも1年早く、これが日本における最初のファームチームとなった。
これとは別に、大塚アスレチックスのオーナーだった大塚幸之助は金星スターズを買収して大塚球団に合流させていたが1948年末、永田は金星を買収し新たに大映スターズを立ち上げる。この際に旧大映球団より急映に預けられていた選手もスターズへ移籍。球団は再び東急が経営主体となり「東急チックフライヤーズ」に改称。1954年には東映が東急から球団運営の委託を受けたことにより「東映チックフライヤーズ」へ改称。
1955年、同年に発足した新日本リーグ（セ・リーグ加盟6球団の二軍で構成）を改組する形で発足したイースタン・リーグ（第1期）に参加するが、運営の方向性が定まらずリーグ戦は長期の中断を余儀なくされ、1961年にようやくイースタン・リーグ（第2期）が開幕。この際には球団名より「チック」を外し、名称は一軍と同じ「東映フライヤーズ」となっている。
1973年、球団売却により「日拓ホームフライヤーズ」へ改称するも、翌1974年には日本ハムへ売却され「日本ハムファイターズ」となる。1992年、東映時代より使用していた多摩川グランドから神奈川県立相模原球場へ本拠地を移転。
1997年、千葉県鎌ケ谷市に練習場と合宿所「勇翔寮」を備えた「日本ハムファイターズタウン鎌ケ谷」が完成し、本拠地を同施設内のファイターズスタジアムへ移転。一軍は2004年、東京都から北海道に本拠地を移転したが、二軍については移動にかかる負担を考慮し引き続き鎌ケ谷市を本拠地としている。

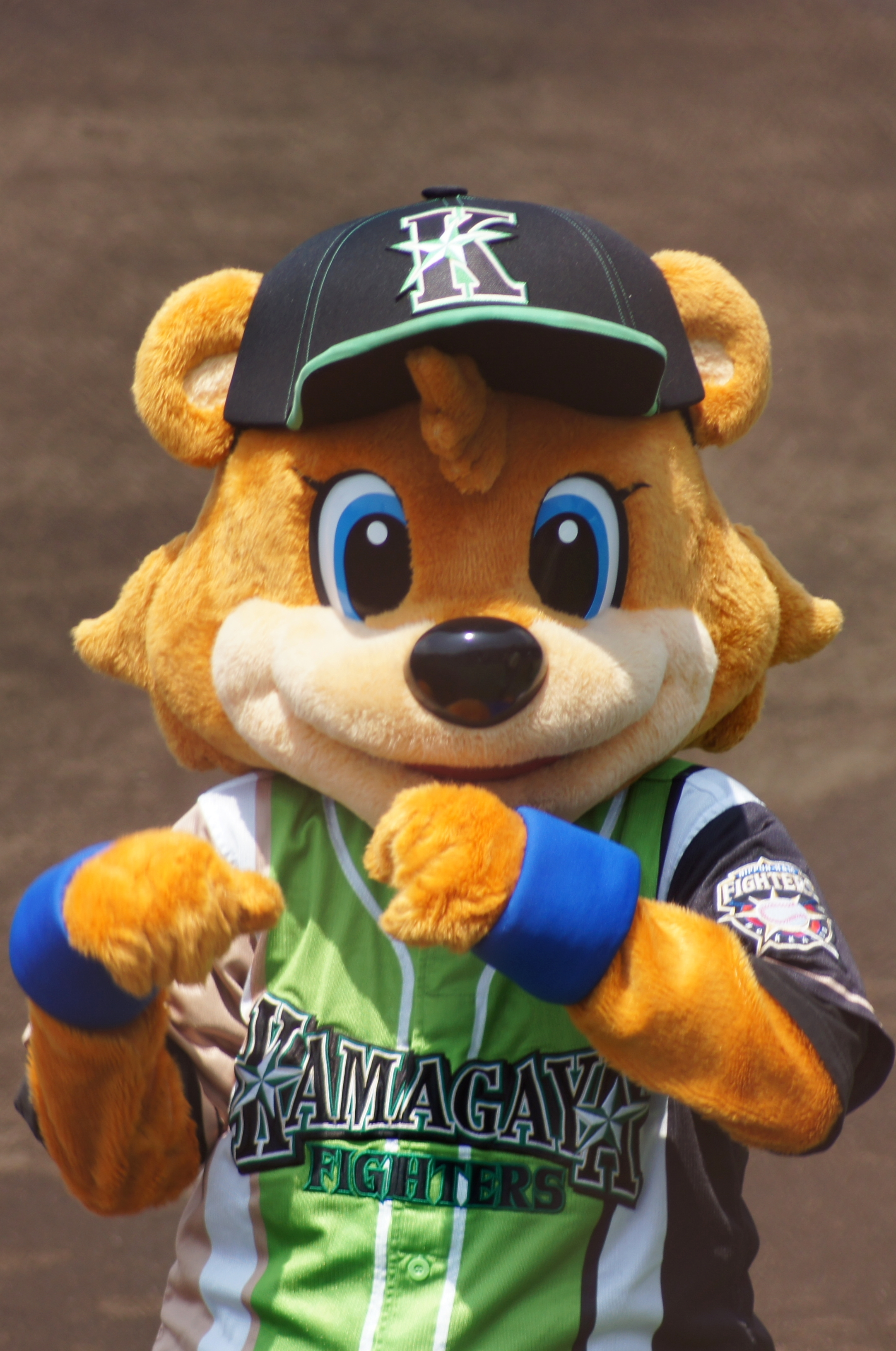
2013年当時の二軍独自ユニフォーム。着用しているのは鎌ケ谷スタジアム専属マスコットのカビー・ザ・ベアー。

2006年、鎌ケ谷スタジアムのボールパーク化構想により、主催試合において独自のホームユニフォームが採用される。胸面に「KAMAGAYA FIGHTERS（鎌ケ谷ファイターズ）」とデザインされたり、鎌ケ谷スタジアムのイメージカラーである緑色が配色されたりなど将来的な独立採算制を見越した意匠となった。しかし、2022年の球団CI及びユニフォームデザイン刷新を機に、二軍でも一軍と同じユニフォームを着用することになり、独自色は失われている。
千葉県が千葉ロッテマリーンズの保護地域であるため、県内・鎌ケ谷市内を巡回しての野球振興活動は自粛しており、選手とファンの交流は鎌ケ谷スタジアム内の主催イベントに限定している。
2018年、当時の荒木大輔二軍監督発案により、独自の年間スローガン「HEAD NORTH～夢の舞台へ」が採用される。年間スローガンの役目を終えた後もスタジアム正面玄関にパネルがそのまま残されている他、試合開始前の煽り映像には現在も採用されるなど、鎌ケ谷を北の地（一軍）で躍動するための修行の場所であると内外に強く意識付けている。
2024年7月、施設の老朽化や一軍との本拠地が離れている問題を解消する目的で二軍本拠地を北海道内に移転することを検討していることが複数の道内メディアから報じられた。北海道新聞によると、複数の道央地域の都市が候補地として挙がっており、地元の自治体が球場を建設した上で球団が運営を担う公設民営方式を想定していると報じている。ただし、報道された時点で球団側は「さまざまな検討が必要」としながらも「現時点では何も決まっていない」と具体案の存在は否定しており、一軍監督の新庄剛志も事態を静観しつつ、イースタン・リーグ他球団の移動費の増加などを懸念している。鎌ケ谷市は球団へ問い合わせた結果、「現段階において、具体的に決定している事項は一切ない」と回答されたことを2024年8月1日付の市長メッセージで公表している。
2025年7月7日、2030年を目処に本拠地を北海道に移転させることを正式発表した。既に道内6市との間で協議を進めており、候補地の選定を進めていく意向であることを明らかにしている。

## 沿革
- 1948年 「急映チックフライヤーズ」として創設
- 1949年 「東急チックフライヤーズ」に改称
- 1954年 「東映チックフライヤーズ」に改称
- 1955年 イースタン・リーグ（第1期）に参加
- 1961年 イースタン・リーグ（第2期）再開、一軍と同じ「東映フライヤーズ」に改称
- 1973年 「日拓ホームフライヤーズ」に改称
- 1974年 「日本ハムファイターズ」に改称
- 1992年 神奈川県立相模原球場へ本拠地を移転
- 1997年 鎌ケ谷市のファイターズスタジアムへ本拠地を移転
- 2004年 一軍の北海道への本拠地移転に伴い「北海道日本ハムファイターズ」へ改称（二軍本拠地は引き続き鎌ケ谷市とする）

## 歴代監督
- 1948年：赤根谷飛雄太郎（選手兼任）
- 1956年 - 1960年途中：保井浩一
- 1961年 - 1966年：不明
- 1967年：藤村富美男
- 1968 - 1969年：飯島滋弥
- 1970年：高木公男
- 1971年：杉山悟（第1次）
- 1972年 - 1973年前期：土橋正幸
- 1973年後期：不明
- 1974年：杉山悟（第2次）
- 1975年：岩本尭
- 1976年：岩下光一（第1次）
- 1977年 - 1978年：福田昌久
- 1979年 - 1983年：岩下光一（第2次）
- 1984年 - 1988年：種茂雅之（第1次）
- 1989年 - 1990年：安藤順三
- 1991年 - 1992年：近藤和彦
- 1993年 - 1995年：種茂雅之 （第2次）
- 1996年 - 2000年：佐野嘉幸
- 2001年 - 2002年：白井一幸
- 2003年 - 2006年：岡本哲司
- 2007年：福良淳一
- 2008年 - 2009年：水上善雄
- 2010年 - 2012年：五十嵐信一
- 2013年 - 2014年：西俊児
- 2015年 - 2017年：田中幸雄
- 2018年 - 2020年：荒木大輔
- 2021年：原田豊
- 2022年 - 2023年：木田優夫[注釈 5]
- 2024年 - ：稲葉篤紀[注釈 6]